# Klima des Vereinigten Königreichs
Das Klima des Vereinigten Königreichs ist ein gemäßigtes, mit warmen Sommern, kühlen Wintern und ergiebigen Niederschlägen während des ganzen Jahres. Die wichtigsten Einflussfaktoren sind die nördliche geographische Breite (zwischen 50° und 61° N), die unmittelbare Nachbarschaft zum Atlantischen Ozean und insbesondere die Erwärmung des Wassers rund um die Britischen Inseln durch den Golfstrom. Das Vereinigte Königreich liegt an der Grenze der Konvergenz von warmer tropischer Luft im Süden und kalter polarer Luft im Norden. Das Wetter kann äußerst wechselhaft sein und sich von Tag zu Tag ändern, doch die Temperaturunterschiede sind das ganze Jahr hindurch relativ gering.

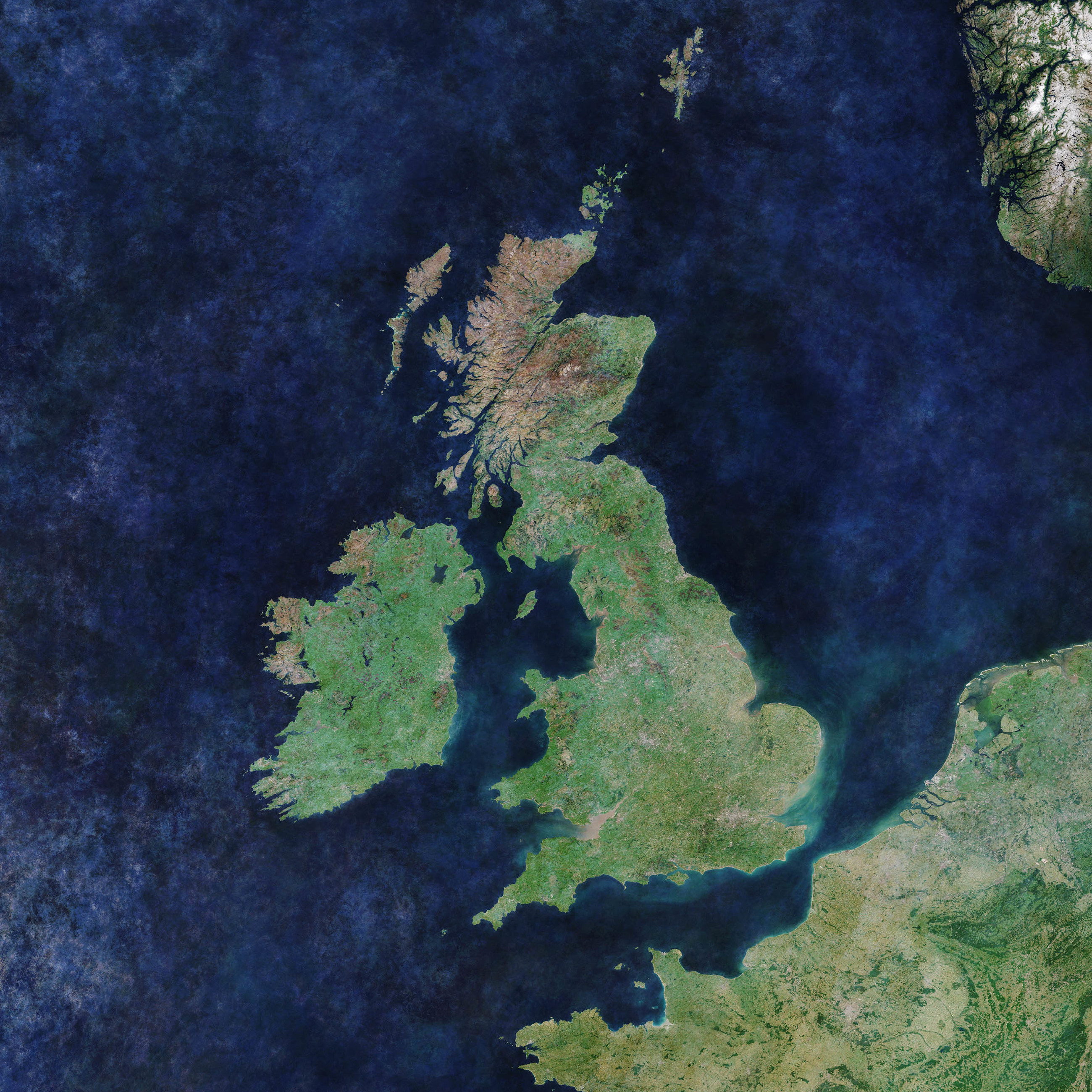
Satellitenfoto der Britischen Inseln

## Die Jahreszeiten

### Winter

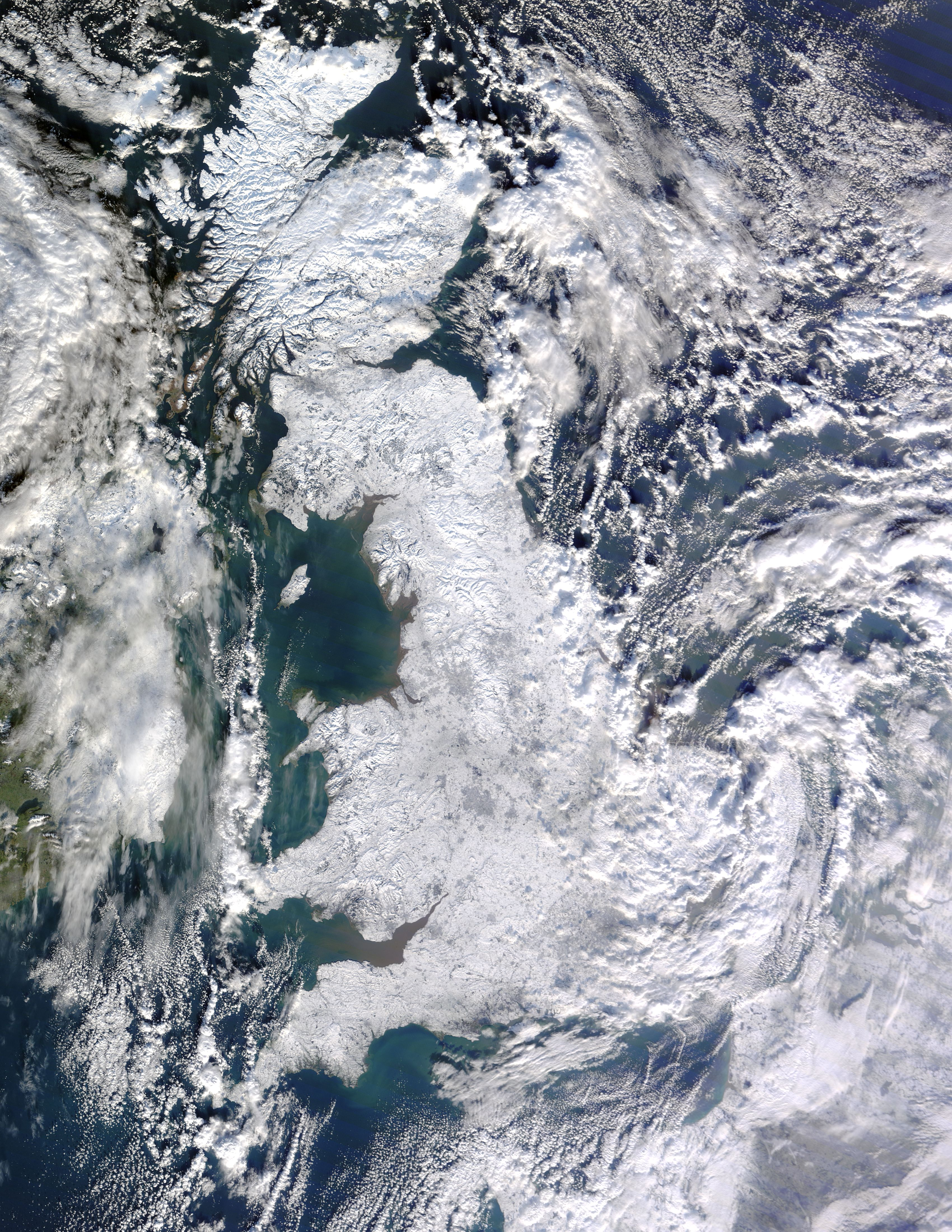
Großbritannien im Januar 2010

Der Winter ist im Allgemeinen eine kühle, nasse und windige Jahreszeit. Während der Nacht sinkt die Temperatur kaum unter −10 °C, während des Tages steigt sie selten über 15 °C. Es treten ergiebige Niederschläge auf, gelegentlich in Form von Schnee. Die erste Winterhälfte, oft die feuchteste und windigste Zeit des Jahres, ist von wechselhaftem und stürmischem Wetter geprägt. In der zweiten Hälfte stabilisiert sich das Wetter üblicherweise; die Niederschläge nehmen ab, die Winde blasen weniger stark und die Temperaturen sinken. Dieser Wechsel ist besonders in den Küstengebieten ausgeprägt, weil der Atlantik zu dieser Jahreszeit am kältesten ist.
Schneefall tritt vor allem in den nördlichen und östlichen Gegenden auf, hauptsächlich in höheren Lagen wie in den schottischen Bergen, wo die Schneedecke während mehreren Wochen dick genug ist, um Wintersport zu ermöglichen. In den meisten Gegenden bleibt der Schnee jedoch kaum länger als eine Woche liegen. Die kalten Nord- und Ostwinde, begünstigt durch Hochdruckgebiete, werden meist nach kurzer Zeit von wärmeren Westwinden, normalerweise durch Tiefdruckgebiete im Nordatlantik (Atlantiktiefs) verursacht, abgelöst. Die Tiefdrucksysteme haben oft stürmische Winde und heftige Regenschauer zur Folge, verbunden mit milden Temperaturen. Sehr selten kann es vorkommen, dass ein polares Tief stark genug ist, dass in einigen Landesteilen (insbesondere in Schottland) Blizzards auftreten. Bei schwachem Wind und hohem Luftdruck bilden sich Frost und Nebel.

### Frühling
Der Frühling ist im Allgemeinen eine windarme, kühle und trockene Jahreszeit. Der Grund dafür ist, dass der Atlantik während des Herbstes und des Winters viel von seiner Wärme eingebüßt hat. Mit dem höheren Sonnenstand und der längeren Tageszeit steigen die Temperaturen an und es können Gewitter und heftige Regenfälle auftreten. Bei tiefen Temperaturen besteht die Möglichkeit, dass Schnee fällt.

### Sommer
Im Sommer sind die Temperaturen in den südlichen und zentralen Regionen am höchsten und nehmen in Richtung Norden tendenziell ab. Allerdings steigen diese kaum je über 35 °C. Der Rekordwert beträgt 38,5 °C. Im Nordwesten und Norden betragen die Temperaturen im Durchschnitt 14 bis 15 °C, im Südwesten 16 °C, im Südosten 17 bis 18 °C.
Allgemein ist der Sommer eine relativ trockene Jahreszeit, allerdings können vor allem in den südlichen, östlichen und zentralen Landesteilen Gewitter auftreten. Diese sind im Norden und Westen weitaus weniger häufig und bedeutend weniger heftig. Das Azorenhoch ist die am häufigsten auftretende Hochdruckwetterlage, kontinentale Hochdruckgebiete haben kaum einen Einfluss auf das Wetter. Nordatlantische Tiefdruckgebiete sind im Sommer selten, nehmen jedoch gegen Ende der Jahreszeit an Häufigkeit und Intensität zu.

### Herbst
Der britische Herbst ist bekannt äußerst wechselhaft zu sein. Kühle Polarluft strömt südwärts und trifft auf die Warmluft der Tropen. Auch das während des Frühlings und des Sommers aufgewärmte Meerwasser trägt zu den instabilen Wetterverhältnissen bei. Wenn die Luft kälter ist als der Ozean, tritt eine verstärkte Kondensation auf, was die Bildung von Regenwolken ermöglicht. Die atlantischen Tiefdrucklagen setzen sich vermehrt durch und verursachen heftige Winde, die sich sogar zu Orkanen mit Spitzengeschwindigkeiten über 120 km/h entwickeln können. Vor allem die westlichen Gebiete sind von diesen extremen Winden betroffen.
Nicht selten kommt es vor, dass das Wetter stabil genug ist für einen „Altweibersommer“. Vor allem während der Nacht sind die Temperaturen verhältnismäßig mild und fallen selten unter 10 °C. Die Häufigkeit dieses Phänomens nimmt mit der Klimaerwärmung zu. Vor allem im Oktober liegen die Temperaturen über ihrem langjährigen Durchschnitt. Die Niederschlagsmenge schwankt seit Beginn des 21. Jahrhunderts beträchtlich; im neuen Jahrtausend gehörten die Herbste sowohl zu den feuchtesten überhaupt als auch zu den trockensten.

## Regionale Unterschiede
Der unterschiedlich große Einfluss des Atlantischen Ozeans hat die Bildung regionaler klimatischer Unterschiede zur Folge. Der Westen des Vereinigten Königreiches besitzt aufgrund der unmittelbaren Nachbarschaft zum Ozean das mildere, feuchtere und windigere Seeklima; auch sind die Temperaturschwankungen selten im Extrembereich. Im Unterschied dazu sind die östlichen Regionen stärker vom europäischen Kontinentalklima beeinflusst, auch das kühlere Wasser der Nordsee hat einen Einfluss. Das Klima ist trockener, kühler und weniger windig, die Temperaturunterschiede sind ausgeprägter. Die Inseln besonders Orkney, Shetlands bzw. die Kanalinseln passen nicht in das festländische Schema.

### England
Im Allgemeinen ist es im Westen und Norden Englands kühler und regnerischer als im übrigen Bereich. Die durchschnittliche Regenmenge beträgt rund 1000 mm pro Jahr und ist in höheren Lagen höher als in den Ebenen. Die feuchteste Gegend ist der Lake District in Cumbria mit über 2000 mm Niederschlag jährlich. Am trockensten ist es in der Grafschaft Essex; die durchschnittliche jährliche Niederschlagsmenge beträgt hier nur 600 mm, obwohl hier an über 100 Tagen im Jahr Regen fällt. In besonders trockenen Jahren sinkt die Niederschlagsmenge sogar auf nur 450 mm pro Jahr, was unter dem Durchschnitt von Beirut oder Jerusalem liegt. Die höchste je in England gemessene Temperatur ist 40,3 °C am 19. Juli 2022 in Coningsby und Waddington, zwei Ortschaften in der Grafschaft Lincolnshire in der Region East Midlands.  Die tiefste je gemessene Temperatur ist −26,1 °C am 10. Januar 1982 bei Newport in Shropshire. Da die Durchschnittstemperatur auch im Winter meist über dem Gefrierpunkt liegt, fällt nur wenig Schnee.

### Wales
Das Klima in Wales ist mit jenem in England vergleichbar. Auch hier ist es im Norden und Westen feuchter. Die Rekordhöchsttemperatur ist 37,1 °C, gemessen am 18. Juli 2022 in Hawarden, Flintshire. Die tiefste Temperatur, die je gemessen wurde, war −23,3 °C am 21. Januar 1940 in Rhayader, Radnorshire. Wie in England ist auch in Wales die Schneemenge in den tieferen Lagen gering, nimmt aber mit größerer Höhe zu.

### Schottland
Das Klima Schottlands ist ozeanisch und führt zu sehr wechselhaftem Wetter. Im Allgemeinen ist es an der Westküste wärmer als an der Ostküste. Gründe sind einerseits der Einfluss des warmen Golfstroms im Atlantischen Ozean, andererseits die kältere Oberflächentemperatur der Nordsee. Die Niederschlagsmenge variiert je nach Region sehr stark. In den westlichen Highlands fällt pro Jahr durchschnittlich mehr als 3000 mm Niederschlag; im Vergleich dazu fällt in den Lowlands jährlich oft weniger als 800 mm Niederschlag. Im Gegensatz zu den Lowlands sind heftige Schneefälle in den Highlands nicht ungewöhnlich, so dass dort auch Wintersport möglich ist. Die niedrigste Temperatur, −27,2 °C, wurde am 30. Dezember 1995 bei Altnaharra in Sutherland registriert. Die höchste je gemessene Temperatur war 32,9 °C am 9. August 2003 bei St Boswells in der Region Scottish Borders.

### Nordirland
Nordirland hat ein ausgeglichenes Seeklima. Der vorherrschende Wind weht meist von Südwesten nach Nordosten. Häufige Regenfälle sind charakteristisch für die ganze Region, wobei die Niederschlagsmenge im Westen tendenziell größer ist als im Osten. Etwa 60 % der jährlichen Regenmenge fällt zwischen August und Januar. Die Rekordhöchsttemperatur von 30,8 °C wurde am 12. Juli 1983 in Belfast gemessen, die tiefste je gemessene Temperatur war −17,5 °C am 1. Januar 1979 bei Banbridge im County Down.

## Sonnenschein und Bewölkung
Die durchschnittliche jährliche Sonnenscheindauer im Vereinigten Königreich ist relativ gering, an rund zwei Drittel aller Tage ist der Himmel teilweise oder ganz bedeckt. An der Südküste ist die Sonnenscheindauer hingegen generell länger; die Bildung von Cumulus-Wolkenformationen findet in der Regel über Land statt, so dass die Küstengebiete tendenziell eher wolkenlos sind. In den südlichen Grafschaften Dorset, Hampshire, Sussex und Kent beträgt die durchschnittliche Sonnenscheindauer zwischen 1750 und 2100 Stunden pro Jahr. Nordwestliche und gebirgige Regionen liegen hingegen weitaus häufiger unter einer Wolkendecke, mit weniger als 1000 Sonnenstunden pro Jahr.
In den bergigen Regionen ist die Wolkenbildung besonders stark, auch tritt verstärkt Nebel auf. Ebenfalls stark von Nebel betroffen sind die Küstengebiete, vor allem in Winternächten. Vielfach löst sich der Nebel in der kalten Jahreszeit während Tagen nicht auf. Gelegentlich bleiben Hochdruckgebiete über dem Vereinigten Königreich während Wochen oder sogar Monaten stabil. Die trockene Luft führt zu einem klaren Himmel mit wenigen Wolken und Frostnächten im Winter bzw. heißen Tagen im Sommer.
Die durchschnittliche tägliche Sonnenscheindauer im Winter reicht von weniger als einer Stunde in den Mittelgebirgen bis fünf Stunden an der Südküste. Im Sommer betragen diese Werte 4 bis 8 Stunden bzw. 6 bis 10 Stunden. Das Monatsmaximum wurde im Juli 1911 in Eastbourne, als die Sonne während 383,9 Stunden schien, erreicht.

## Winde
Die im Vergleich zu den Breitengraden relativ hohen Temperaturen und die unmittelbare Nachbarschaft zu einem großen Ozean haben zur Folge, dass es im Vereinigten Königreich sehr windig ist. Die Hauptwindrichtung ist Nordwest, doch bei einem derart wechselhaften Klima, kann der Wind für längere Zeit aus allen möglichen Richtungen wehen. Besonders stark sind die Winde an den Westküsten und auch in flacheren Gebieten im Landesinneren, wo es keine Berge gibt, die einen abbremsenden Effekt haben.
Starkwinde (also Winde mit einer Geschwindigkeit von ca. 60 bis 100 km/h) treten besonders häufig mit dem Vorbeiziehen eines besonders starken Tiefdruckgebiets auf, hauptsächlich im Winter. Der windigste Ort sind die Hebriden, wo jährlich an 35 Tagen Starkwinde auftreten. Höher gelegene Gebiete sind häufiger von Starkwinden betroffen als Tiefebenen. So wurden auf dem Great Dun Fell in den Pennines (877 m ü. NN) in der Periode zwischen 1963 und 1974 durchschnittlich 114 Starkwindtage pro Jahr festgestellt. Die höchste je gemessene Geschwindigkeit im Tiefland war 191 km/h am 15. Dezember 1979 in Gwennap Head, Cornwall.

## Niederschläge
Die Regenmenge ist im ganzen Land sehr unterschiedlich. Dabei gilt im Allgemeinen: Je weiter westlich und je höher gelegen, desto größer ist die Niederschlagsmenge. Der Lake District gehört zu den feuchtesten Gebieten, mit über 2000 mm Regen pro Jahr. Die Berge von Schottland und Wales, die Pennines und die Moore im Südwesten Englands sind ebenfalls besonders feucht.
Im Gegensatz dazu fällt im Süden, im Südosten und in den südlichen Midlands weniger als 700 mm Regen pro Jahr. In London beispielsweise fällt weniger Regen als in Rom, Sydney oder New York. Die trockenste Region der Britischen Inseln ist Essex, mit einer durchschnittlichen Niederschlagsmenge von rund 600 mm pro Jahr (obwohl es an 90 Tagen regnet). In gewissen Jahren fällt die Menge sogar unter 450 mm – weniger als beispielsweise in Jerusalem oder Beirut.
Der meiste Regen wird durch nordatlantische Tiefs verursacht, die über das Vereinigte Königreich hinwegziehen und im Herbst und Winter besonders häufig und intensiv sind. Sie verursachen im Norden gelegentlich lang anhaltende Regenperioden, was zu Überschwemmungen führt. In den letzten Jahren sind allerdings vor allem im Süden ausgeprägte Trockenperioden zu beobachten, was vermehrt Trinkwassermangel zur Folge hat.

## Temperaturen
Die Jahresdurchschnittstemperatur in England reicht von 8,5 °C im Norden bis 12 °C im Süden, wobei es in den höheren Lagen einige Grade kühler sein kann. Diese geringe Variation der Temperatur ist auf den ausgleichenden Einfluss des Atlantischen Ozeans zurückzuführen. Wasser kann mehr Wärme speichern als Luft und gibt sie das ganze Jahr über ab. Dadurch hat die Feuchtigkeit im Winter einen wärmenden und im Sommer einen kühlenden Einfluss.
In Tälern im Landesinneren, die weniger vom ausgleichenden Effekt des Meeres profitieren, kann es im Winter besonders kalt sein, da die kalte Luft, die dichter ist als warme, dort liegenbleibt. Unter diesen Bedingungen wurde am 10. Februar 1982 in Edgmond in Shropshire mit −26,1 °C die tiefste jemals gemessene Temperatur in England und Wales gemessen.
Die wärmsten Wintertemperaturen treten besonders auf der Leeseite von Bergketten. Dies geschieht dann, wenn feuchte Süd- oder Südwestwinde nach dem Passieren der Berge absinken und sich dabei aufwärmen. In seltenen Fällen kann es im Winter in diesen Gebieten bis zu 18 °C warm sein. Besonders gehäuft tritt dieses Phänomen in Aberdeenshire auf, trotz der geringen Sonnenscheindauer.
In der Regel ist der Juli der wärmste Monat. Die höchsten Temperaturen werden in der Regel in einiger Entfernung zum Ozean in den südlichen, östlichen und zentralen Gegenden gemessen, wo es bis zu 35 °C heiß sein kann.

## Wetterextreme
Zwar ist das Vereinigte Königreich nicht für Wetterextreme bekannt, doch treten diese auch hier gelegentlich auf. So war es im Winter 1982 an einigen Tagen kälter als in Moskau, während es Mitte der 1970er Jahre während drei aufeinander folgender Jahre besonders trocken war. Am ausgeprägtesten war dies 1976, als das Land unter Wasserknappheit litt. Diese extremen Wetterverhältnisse haben ihre Ursache in blockierenden Tiefdruckzonen, die sich während mehrerer Wochen nicht zu bewegen scheinen.
Intensiver Regen führt gelegentlich zu schweren Überschwemmungen. Eines der schwersten Ereignisse dieser Art geschah am 15./16. August 1952 in Lynmouth. Bei der „Lynmouth-Katastrophe“ kamen 34 Menschen ums Leben und 38 Gebäude wurden zerstört. Die größte Flutkatastrophe war die Hollandsturmflut des Jahres 1953, von der auch die britische Nordseeküste betroffen war. Ein starker Sturm aus dem Atlantik umrundete Schottland und zog die Ostküste Englands hinunter. Die daraus entstehende Sturmflutwelle war bis 12 Meter hoch; 307 Menschen fanden den Tod. Der meiste Regen an einem einzigen Tag, nämlich 279 mm, fiel am 18. Juli 1955 in Martinstown in Dorset.
Orkanwinde treten hauptsächlich in den Herbst- und Wintermonaten auf. Die extremsten Ereignisse dieser Art waren der Große Sturm im Oktober 1987 mit 23 Toten und Schäden in der Höhe von 1,2 Milliarden Pfund sowie der Sturm am Burns’ Day (so benannt wegen des Geburtstags des Schriftstellers Robert Burns) im Januar 1990 mit 97 Todesopfern und Schäden in der Höhe von zwei Milliarden Pfund.